# 格鲁乌
俄罗斯联邦武装力量总参谋部情报总局（縮寫，轉寫，音譯格魯烏），是俄羅斯聯邦國防部的對外情報機構，也是俄羅斯聯邦軍隊的中央軍事情報機構。

## 历史

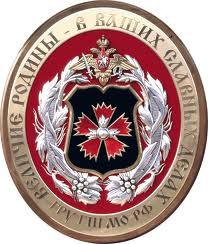
格鲁乌在2009年之前标志，上面有格言“你的光辉事迹造就了祖国的伟大”。

1918年6月，苏维埃俄国组建了东方面军，並在其参谋部的編制之下组建了登记部（俄語：Регистрационное управление）来负责军事情报工作，其它方面军也按照东方面军的形式在参谋部之下组建了登记部来负责军事情报工作。由于契卡想垄断苏俄的情报搜集业务，1918年7月10日，契卡枪杀了东方面军参谋部的所有成员，军事情报机构的谍报资源全部由契卡接管。随后红军的情报工作陷于混乱，在列夫·托洛茨基的建议下，1918年11月5日苏俄人民委员会主席弗拉基米尔·列宁签署命令，组建了由共和国革命军事委员会野战参谋部领导的登记部来负责领导和协调红军在各条战线上的军事谍报活动。契卡派出西蒙·伊万诺维奇·阿拉诺夫担任部长。11月5日后来被定为格鲁乌的成立纪念日。

2009年起的格鲁乌标志

由于全俄总参谋部与共和国革命军事委员会野战参谋部职能重叠，1921年2月，俄国共产党（布尔什维克）将兩部門合并，组建了工农红军司令部，共和国革命军事委员会野战参谋部下辖的登记部接受工农红军司令部领导，後改组为工农红军司令部第二部。在1925－1926年的改组中，登记部改组为工农红军司令部第四部，定名为俄語：（意为“情报部”），首字母缩写俄語：，音译“格鲁乌”。
1924年-1935年以及1937年担任格鲁乌總局長的是扬·别尔津，他为格鲁乌做出了巨大的贡献，招募的间谍包括理查德·佐尔格。
在20世纪30、40年代，格鲁乌多次调整，有时成为国防人民委员部下屬部门，有时成为苏联红军总参谋部下屬部门，有时成为情报委员会所轄部门，1949年时，格鲁乌改隸蘇聯軍隊總參謀部。
1991年苏联解体时，克格勃受到冲击，被分解为几个部门，而格鲁乌完整地保存了下来，现在是俄羅斯聯邦武裝力量總參謀部的一个部门。

## 活动

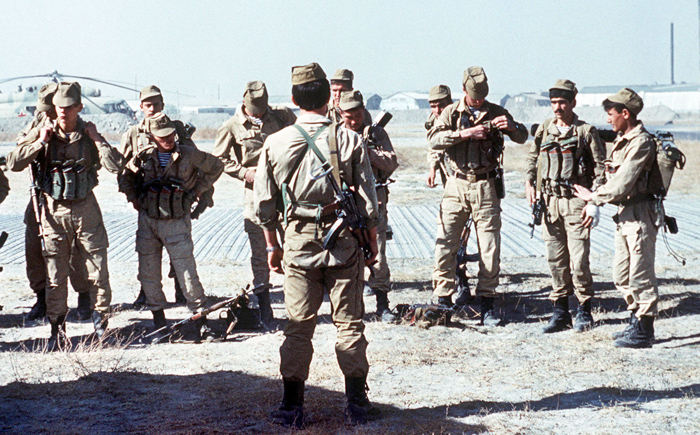
1988年，在苏联入侵阿富汗的战争中，一支格鲁乌所属特种部队在喀布尔机场准备一场直升机任务。

格鲁乌的活动范围除了人力情报外，也涉及信号情报、图像情报。
格鲁乌还参与特种作战，格鲁乌掌握着一支特种部队，参加过苏阿战争、车臣战争、喬治亞戰爭及俄烏戰爭。

## 领导人
- 格奥尔基·皮达可夫
- 扬·别尔津
- 谢苗·乌里茨基
- 亞歷山大·尼科諾夫
- 谢苗·根金
- 伊萬·普羅斯庫羅夫
- 菲利普·戈利科夫
- 马特维·扎哈罗夫
- 谢尔盖·什捷缅科
- 伊万·谢罗夫

## 部分已曝光特工

### 为苏联／俄罗斯服务者
- 理查德·佐尔格
- 乔治·科瓦

### 背叛苏联／俄罗斯者
- 瓦尔特·克里维茨基，1937年向法国投诚。
- 伊格尔·古琴科，1945年在加拿大叛逃，造成苏联在加拿大和美国的情报网严重受损。
- 奧列格·潘科夫斯基，在冷战中向英国、美国等國提供了多份机密文件，他在1962年被苏联政府处决。
- 弗拉基米尔·雷岑，1978年投誠英國。

### 引用
1. ↑  Даниил Туровский. . meduza.io. 14 октября 2018  [2021-03-28]. （原始内容存档于2021-12-09） （俄语）.
2. ↑  .   [2012-11-23]. （原始内容存档于2020-04-03）.
3. ↑  .   [2012-11-23]. （原始内容存档于2020-04-03）.